# Henry Pope
Henry Pope interpretat de Stacy Keach, este un personaj din serialul de televiziune Prison Break difuzat de Fox.

## Preambul
Henry Pope interpretat de Stacy Keach, este Directorul Închisorii Fox River din serialul de televiziune Prison Break, de 18 ani. 
Obiectivul său este de se asigura că deținuții vor deveni membri productivi ai societății, la eliberarea lor. Astfel, el a pus la punct un program de industrie penitenciară (PI), care le permite deținuților dobândirea unei adevărate experiențe profesionale. El organizează și un program educativ care permite deținuților obținerea unei diplome de bacalaureat și chiar a unor diplome de învățământ superior.
Este căsătorit, de 39 de ani, cu soția sa Judy .

## Sezonul 1
Pentru a sărbători cea de-a patruzecea aniversare a căsătoriei sale, Henry Pope ar vrea să-i ofere soției sale Judy o machetă a Taj Mahal. Totuși, îi este greu să o construiască și solicită ajutorul unuia dintre deținuți, Michael Scofield, care, înainte de încarcerare, își desfășura activitatea de inginer în construcții civile, pentru a se asigura că structura machetei este foarte stabilă. Michael Scofield va folosi această cooperare, la planul său de evadare.
Cu ani în urmă, la Toledo, ca urmare a unei legături adultere, Pope a avut un copil numit Will Clayton, care, câțiva ani mai târziu, a avut probleme cu justiția și a murit la vârsta de 18 ani. Pope și-a mărturisit soției sale aventura extraconjugală, dar nu i-a spus nimic à propos de Will. 